# Nordanstig (comuna)
Nordanstig (em sueco: Nordanstig kommun) é uma comuna da Suécia localizada no condado de Gävleborg. Sua capital é a cidade de Bergsjö. Possui 1 370 quilômetros quadrados e segundo censo de 2018, havia 9 517 habitantes.